# Paetongtarn Shinawatra
Paetongtarn Shinawatra (21 augustus 1986) is een Thais zakenvrouw en politica. Ze is een dochter van de machtige oud-premier Thaksin Shinawatra. 
Sinds oktober 2023 is ze partijleider van de partij Phey Thai en sinds augustus 2024 tevens is ze de 31e premier van Thailand Ze volgde Srettha Thavisin op, nadat die door het Grondwettelijk Hof was afgezet.
Shinawatra is de jongste dochter van de oud-premier Thaksin Shinawatra, en is de jongste premier die Thailand tot 2024 ooit had, en de tweede vrouwelijke premier. De eerste vrouwelijke premier was Yingluck Shinawatra, een tante van Paetongtarn.
Shinawatra komt uit een steenrijke familie die eerder politici en bestuurders bracht.
Op 1 juli 2025 werd Shinawatra geschorst door het Grondwettelijk Hof, dat een lange traditie heeft van ingrijpen in de politiek. In een telefoongesprek met de Cambodjaanse dictator Hun Sen had ze een grenscommandant van het Thaise leger bekritiseerd terwijl er spanningen waren aan de grens. In de door het leger beheerste Senaat werd ze daarop beschuldigd van verraad. 35 Senatoren spanden de procedure aan bij het Grondwettelijk Hof, dat haar schorstte hangende het onderzoek.